# Birnen, Bohnen und Speck
El plato de la gastronomía alemana conocido como Birnen, Bohnen und Speck significa en alemán: peras, judías verdes y bacon, se suele denominar también en el dialecto de la región como: "Grööner Hein", es muy conocido en Schleswig-Holstein, Baja Sajonia, Mecklemburgo-Pomerania Occidental y sobre todo en Hamburgo. Debido a los principales ingredientes que contiene este plato se prepara sólo en los meses de agosto y septiembre. El origen de este plato parece ser campesino, y según parece se elaboraba cuando estos tres ingredientes estaban disponibles en el campo.

## Características Culinarias
Se trata de una forma de guisado, donde - como su nombre en alemán indica - contiene como ingredientes principales peras (Birnen), judías verdes (Bohnen) y bacon (Speck). Como todos los platos típicos de la gastronomía de Baja Sajonia suele llevar también un acompañamiento de patatas cocidas.
La característica culinaria de este plato que tan famoso le hace en la ciudad de Hamburgo reside en el contraste existente entre el sabor ahumado del bacon, la delicada dulzura de las peras y el componente ligeramente amargo de las judías verdes. Las patatas cocidas añadidas suelen ser enteras y se rompen en el plato con un tenedor. Esta operación es el inicio de la aventura culinaria que supone degustar este plato.

## Los ingredientes

### Las judías verdes
Para preparar el Birnen, Bohnen und Speck se suele emplear principalmente judías verdes redondas y algo alargadas que se pueden encontrar en el mercado diario de Hamburgo, algunas veces se emplea una especie que denominan en la ciudad "guisantes turco" ("Türkische Erbsen"). A veces mientras se preparan cocidas las judías se suele añadir una hierba denominada Satureja (Bohnenkraut).

### Las peras
Para preparar este plato las peras se emplea una variedad que en alemán se denomina Kochbirne (peras para cocinar), si se comen directamente del árbol, crudas, son pequeñas, verdes, muy duras y algo amargas. No son de tan buena calidad como las más populares. Estas peras pueden comprarse en cualquier mercado y frutería de Alemania. En Hamburgo se emplean otras variedades de la comarca, una de ellas se denomina Vierländer (cuatro regiones) esta variedad es muy solicitada tras la cocción la pera tiene una buena consistencia y la otra variedad, algo más dulce, se denomina Finkenwerder. Estas peras sólo se pueden comprar en los meses de julio a septiembre y dependen del tiempo que ha habido durante la primavera. Si se ha perdido la temporada se puede emplear para elaborar este plato otra variedad que se denomina Bürgermeister cuando está cruda son más dulces y no tan duras. 

### El bacon
El bacon empleado tiene un aroma y sabor fuertemente ahumado y entrevetado, se debe saber que para el plato perfecto no debe escogerse cualquier bacon. El ideal para este plato debe ser originario de la comarca de Hamburgo, de la Selva Negra o el Tirol, lo más importante es que el bacon sea curado al aire y almacenado el tiempo suficiente como para que sea muy tierno, casi fundiéndose en la boca cuando se ha cocido. El bacon envasado suele tener la consistencia ideal pero tal vez no llegue a ser tan bueno en aroma.

### El acompañamiento
En Hamburgo y en Schleswig-Holstein se suele acompañar de patatas cocidas, con las variedades Cilena o Linda, la acaracateristicas de estas patatas es que tras la cocción mantienen la consistencia para que puedan ser rotas en el plato.

## Preparación y emplatado
Se suele servir en cada plato entre una y dos peras, una buena porción de bacón y un puñado de judías verdes así como patatas cocidas. Es muy natural tomar con este plato una cerveza fresca. y como puede suponerse lo que más ayuda a la degustación de este plato son los aires y el paisaje de las comarcas cercanas a Hamburgo. Al emplatar se suele añadir perejil como adorno.

## Trivial
Resulta curiosa la discusión existente sobre el nombre de este plato en la Wikipedia alemana ya que algunos piensan que la forma correcta es "Birnen, Bohnen und Speck", otros por el contrario piensan que "Bohnen, Birnen und Speck" es mejor. El caso es que todos están de acuerdo en lo delicioso de la misteriosa y sabia combinación de ingredientes propios de la tierra.

## El BBS en la actualidad
Según parece este plato aparece en pocos restaurantes, sólo puede tomarse en algunas ciudades de Baja Sajonia cercanas a Hamburgo. Las personas mayores hablan a menudo con cariño de este plato y da la ligera impresión de que está en extinción. 